# Thaumastopeus lombokianus
Thaumastopeus lombokianus är en skalbaggsart som beskrevs av Miyake och Yamaya 1995. Thaumastopeus lombokianus ingår i släktet Thaumastopeus och familjen Cetoniidae. Inga underarter finns listade i Catalogue of Life.